# Henry Isaacs

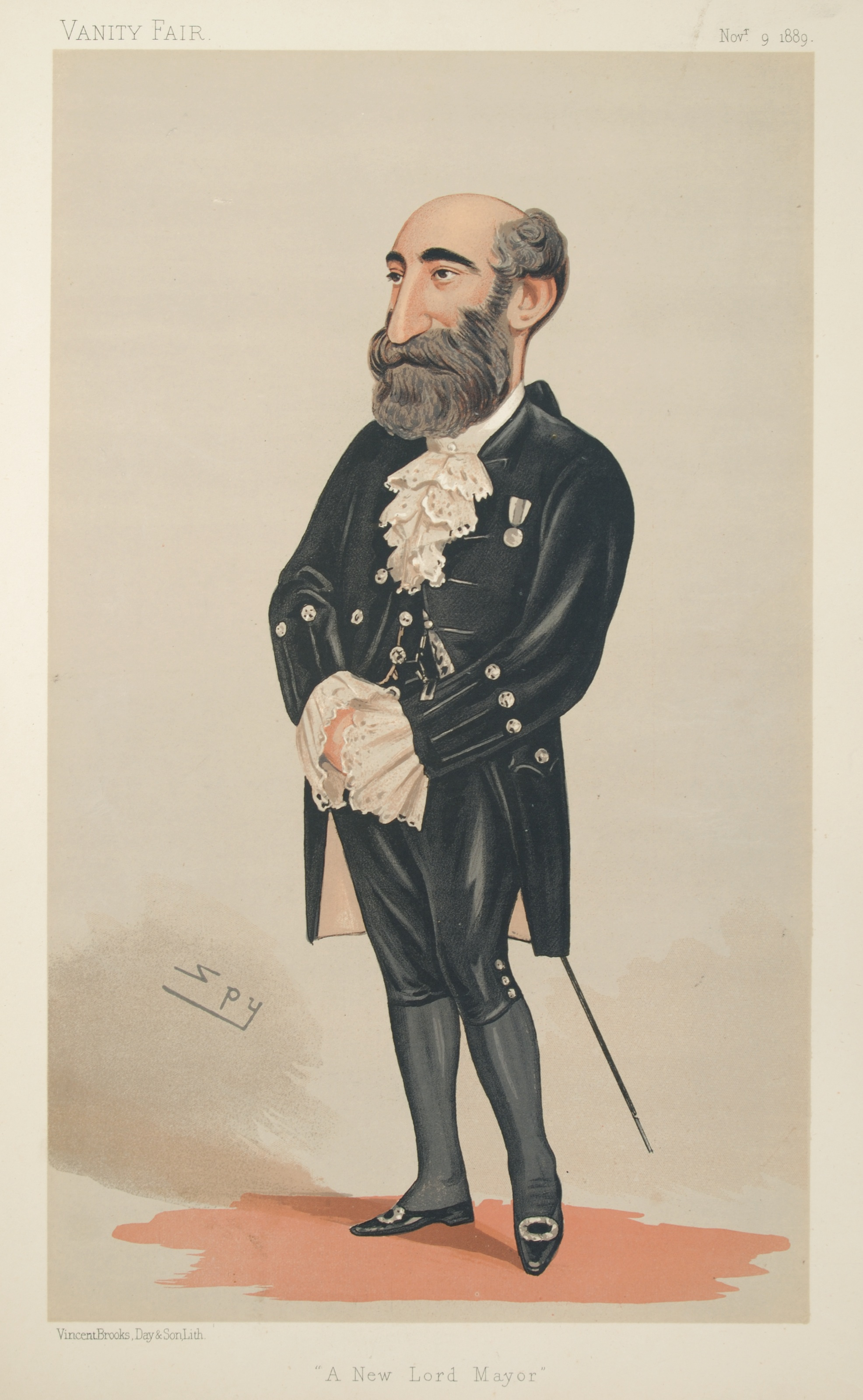
„A New Lord Mayor“, Karikatur in Vanity Fair, 9. November 1889

Sir Henry Aaron Isaacs (* 15. August 1830 in London; † 2. August 1909 ebenda) war ein englischer Geschäftsmann und Politiker, 1889/1890 war er Lordmayor von London.

## Leben
Isaacs wurde in der City of London geboren. Er war der älteste Sohn des Obsthändlers Michael Isaacs (1802–1859). Seine Mutter, Sara Mendoza (1793–1859), war eine Nichte des berühmten Boxers Daniel Mendoza. Rufus Isaacs, 1. Marquess of Reading, ein berühmter Anwalt und Politiker der Liberal Party, war sein Neffe.
1862 wurde Isaacs, der ebenfalls der Liberal Party angehörte, zum Common Councillor (Ratsmitglied) des Stadtbezirks Aldgate gewählt, 1883 wurde er Alderman im Stadtbezirk Portsoken. Von 1886 bis 1887 war er Sheriff von London und Middlesex. 1887 wurde er zum Knight Bachelor geschlagen. 1889 wurde er für die Amtszeit eines Jahres zum Lord Mayor von London gewählt. Zeitweise amtierte er auch als Justice of the Peace für London.
Isaacs war Aufseher der Hambro-Synagoge, der 1707 gegründeten zweitältesten Synagoge von London, war als Freimaurer aktiv und war an der Projektierung der Tower Bridge maßgeblich beteiligt.
1848 heiratete er Eleanor Rowland († 1901). Das Paar hatte einen Sohn und zwei Töchter, zwei der Kinder waren taubstumm. 1865 schrieb Isaacs Sounds Versus Signs, einen „kurzen Vergleich der beiden Systeme, die heute zur Ausbildung der Taubstummen gebräuchlich sind“ (A brief comparison of the two systems now in use for the education of deaf mutes).